# Андрієшень
Андрієшень, Андрієшені (рум. Andrieșeni) — село у повіті Ясси в Румунії. Адміністративний центр комуни Андрієшень.
Село розташоване на відстані 355 км на північ від Бухареста, 47 км на північний захід від Ясс.

## Населення
За даними перепису населення 2002 року у селі проживали 1704 особи, усі — румуни. Усі жителі села рідною мовою назвали румунську.